# Johann Christoph Hennicke
Johann Christoph Hennicke (* 1698 in Öhringen; † 3. April 1763) war ein deutscher Mediziner, Stadtphysicus in Öhringen und Leibarzt des Grafen von Hohenlohe-Bartenstein.

## Leben
Johann Christoph Hennicke studierte an den Universitäten in Tübingen und Heidelberg Medizin und wurde nach seiner Promotion zunächst Stadtarzt in Öhringen. Ab 1724 wirkte er als Hofrat und Leibarzt des Grafen von Hohenlohe-Bartenstein. 1733 wurde er „gemeinschaftlicher“ Stadtphysicus zu Öhringen.
Am 23. Oktober 1756 wurde er mit dem akademischen Beinamen Hierax II. zum Mitglied (Matrikel-Nr. 613) der Leopoldina gewählt.
Der Mediziner Crafft Gottfried Hennicke war sein Bruder.

## Schriften
- Talcotomiam Sive De Talco Diatriben Physico Medico-Chymicam. Heidelberg 1721 Digitalisat